# 催化剂

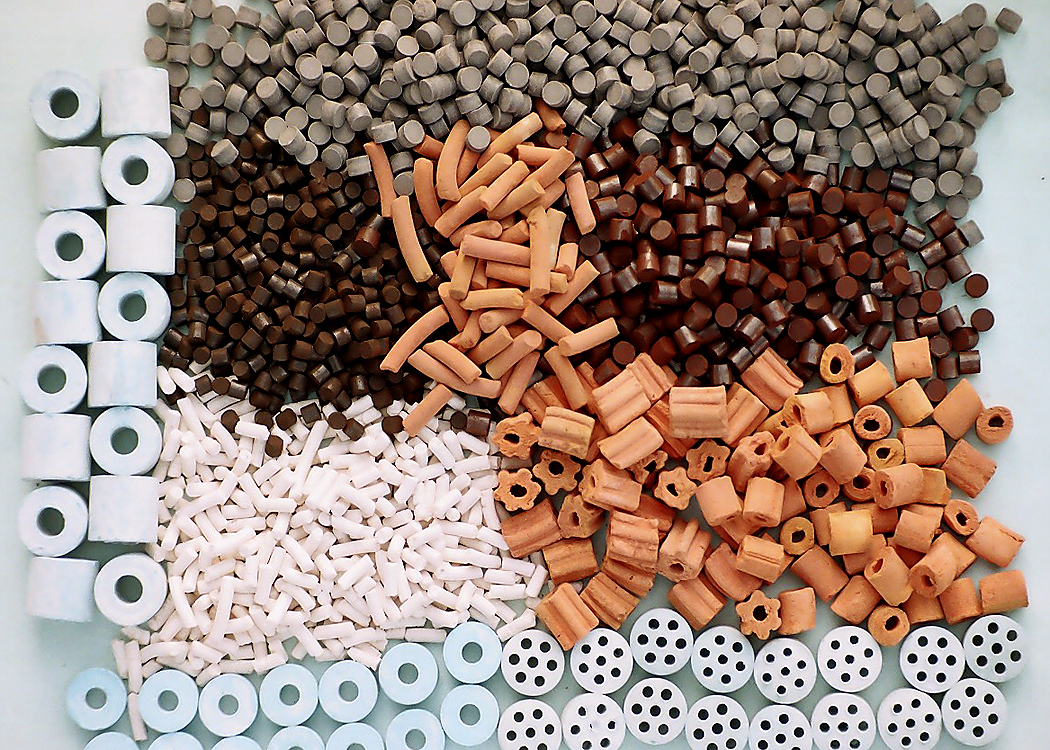
一系列顆粒狀工業催化劑

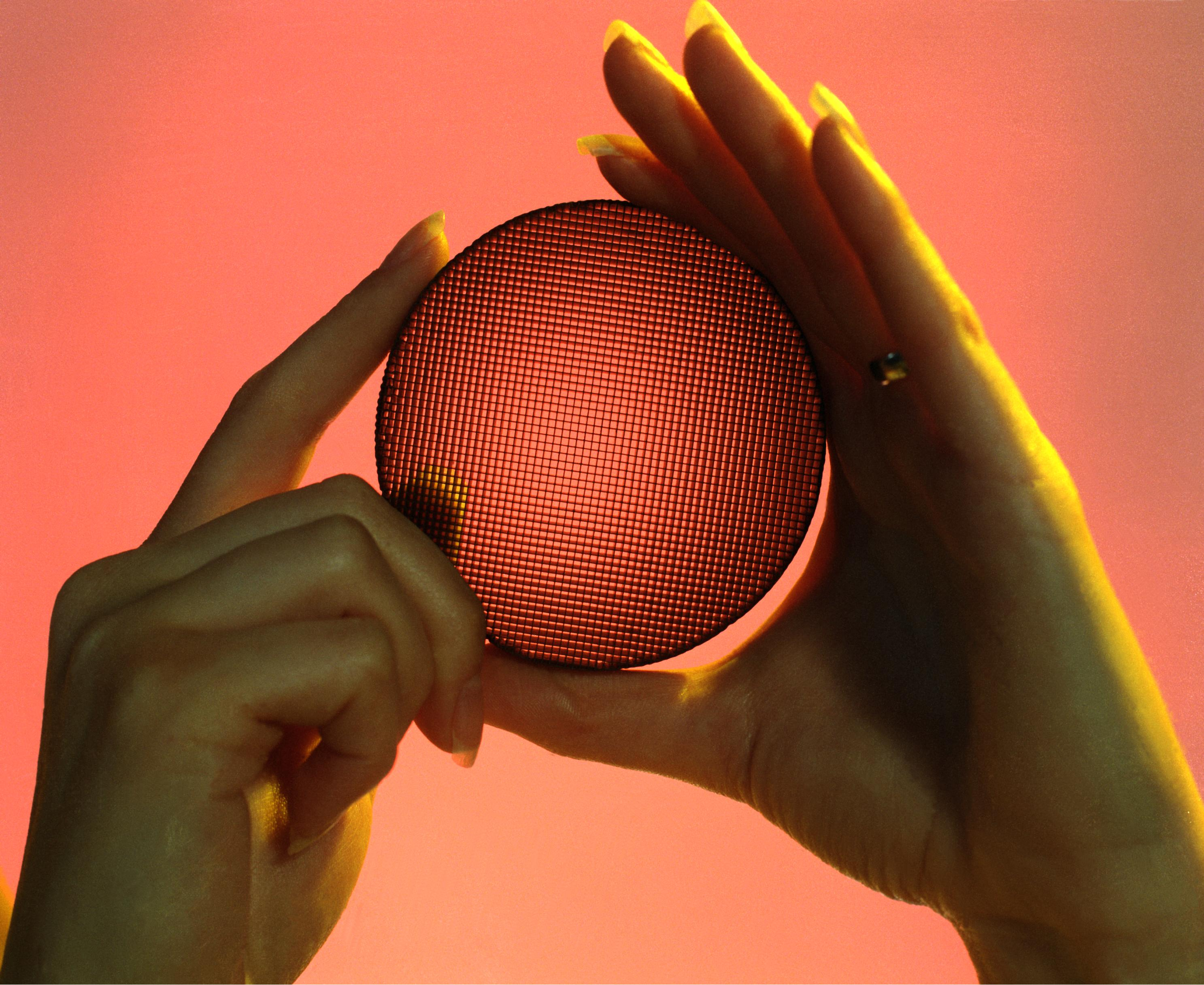
一種空氣過濾器，它利用低溫氧化催化劑，在室溫下將一氧化碳轉化成毒性較小的二氧化碳，它也可以從空氣中除去甲醛。

催化剂反應，一般是加快反應。但催化剂反應有時亦能使減少需要激發的反應能。

催化劑（catalyst）舊稱觸媒，是能通過提供另一活化能較低的反應途徑而加快化學反應速率，而本身的質量、組成和化學性質在參加化學反應前後保持不變的物質。例如二氧化錳可以作為過氧化氫（雙氧水的成分）分解的催化劑；又如在生物體系中，酶和具有催化活性的RNA，均為一種催化劑。催化剂不能改变热力学平衡，只能影响反应过程达到平衡的速度。
與催化劑相反，能減慢反應速率的物質稱為抑制劑。過去曾用的「負催化劑」一詞已不被國際純粹與應用化學聯合會所接受，而必須改用抑制劑一詞，催化劑一詞僅指能加快反應速率的物質。
催化可分為均相的，其組分分散在與反應物相同的相（通常為氣態或液體）中，或非均相的，其組分不在同一相中。 酶和其他生物催化劑通常被認為是第三類。
催化在各種化學工業中無處不在。 據估計，90% 的商業化生產的化學產品在其製造過程的某個階段都涉及催化劑。

## 催化劑與反應
催化劑與反應誘導化學反應發生改變，而使化學反應變快或者在較低的溫度環境下進行化學反應。
催化剂加速反应过程一般具有两个途径，一个是增加反应物的活性中心，另一种是改变反应途径。
我們可在波茲曼分布與能量關係圖中觀察到，催化劑可使化學反應物在不改變的情形下，經由只需較少活化能（activation energy）的路徑來進行化學反應。而通常在這種能量下，分子不是無法完成化學反應，不然就是需要較長時間來完成化學反應。但在有催化劑的環境下，分子只需較少的能量即可完成化學反應。

## 催化劑的種類

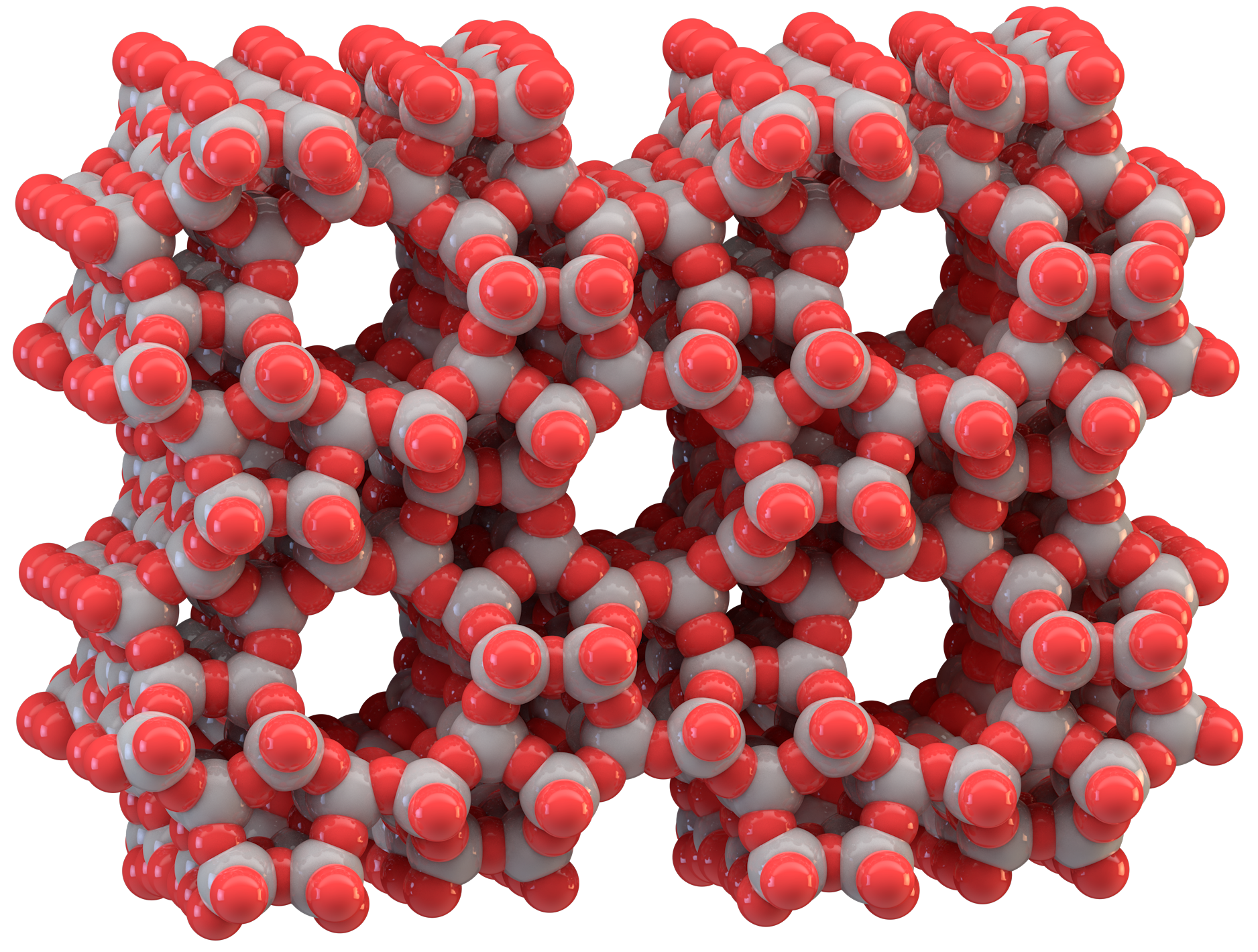
沸石的微孔分子結構被利用於煉油廠。

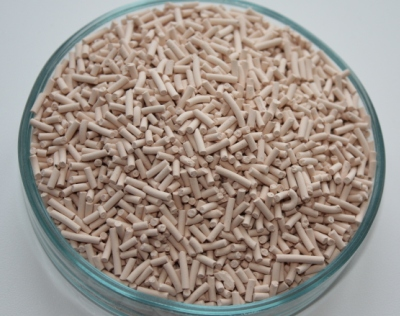
沸石擠壓成顆粒狀，便於在催化反應器中操作。

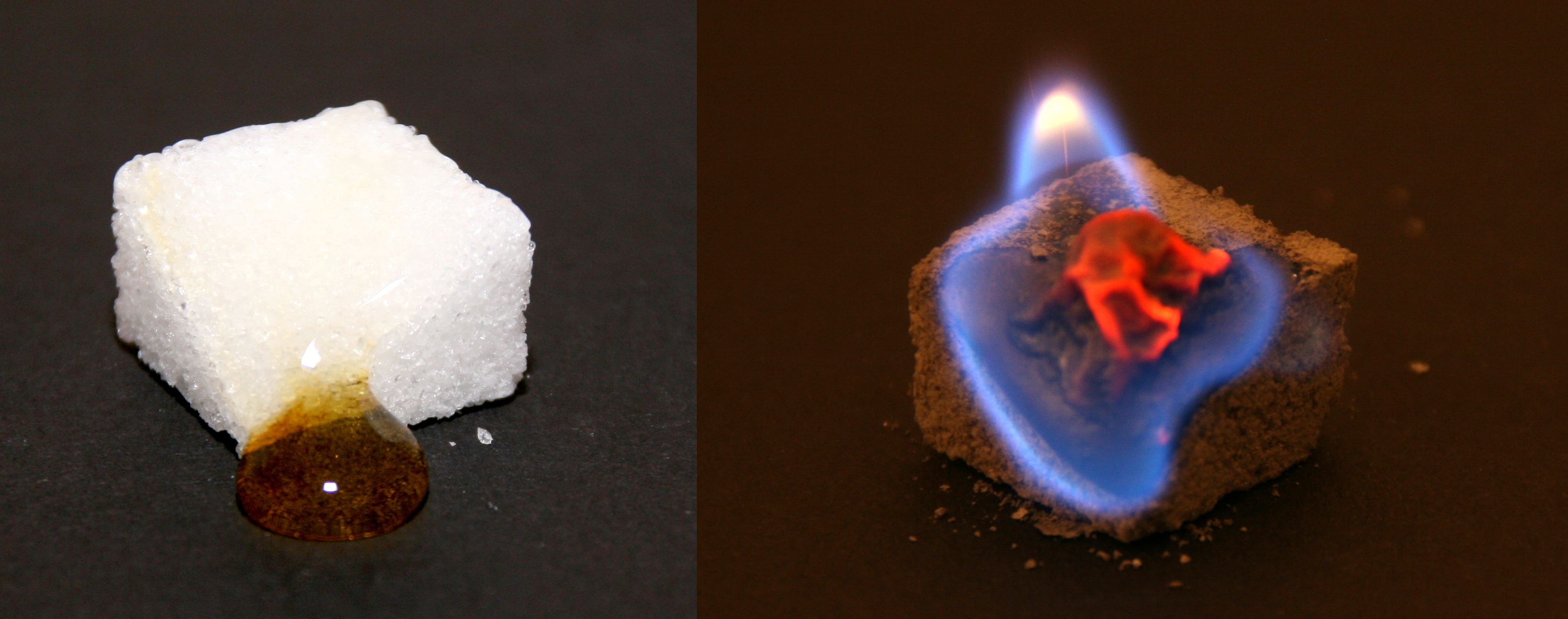
左：在无催化剂情形下加热方糖，糖不会燃烧，只会变成焦糖；右：将方糖与作为催化剂的灰混合后，方糖就可以被点燃。

催化劑分均相催化劑與非均相催化劑。非均相催化劑呈現在不同相（Phase）的反應中（如：固態催化劑在液態混合反應和固態催化劑在氣態混合反應等），而均相催化劑則是呈現在同一相的反應（例如：液態催化劑在液態混合反應）。一個簡易的非均相催化反應包含了反應物（或受質）吸附在催化劑的表面，反應物內的鍵因十分的脆弱而導致新的鍵產生，但又因產物與催化劑間的鍵並不牢固，而使產物出現。目前已知許多表反應發生吸附反應的不同可能性的結構位置。一般生活中較常用非均相催化劑，利用不同狀態的特性較好分離出產物與催化物（如汽機車排氣管中的觸媒）。　

## 抑制劑

### 国际纯粹与应用化学联合会（IUPAC）
催化剂指一种提高反应速率而不改变总体标准反应中吉布斯能量变化的物质，而使用催化剂参与反应的过程称为催化。催化剂既是反应物又是反应产物。当添加的物质降低反应速率时，不应使用催化剂和催化一词。

## 常见的催化反应

### 以二氧化锰作催化剂
- 氯酸钾制取氧气

{\displaystyle {\ce {2KClO3{\overset {MnO2}{\underset {\vartriangle }{=\!=\!=\!=}}}{2KCl}+3O2\uparrow }}}
- 过氧化氢制取氧气

{\displaystyle {\ce {2H2O2{\overset {MnO2}{=\!=\!=\!=}}{2H2O}+O2\uparrow }}}

## 参阅
- 催化
- 相转移催化剂
- 選擇性催化還原法（Selective Catalytic Reduction，SCR）

## 外部連結
- （英文）Science Aid: Catalysts Page for high school level science
- （英文）W.A. Herrmann Technische Universität presentation （页面存档备份，存于）
- （英文）Alumite Catalyst, Kameyama-Sakurai Laboratory, Japan （页面存档备份，存于）
- （英文）Inorganic Chemistry and Catalysis Group, Utrecht University, The Netherlands （页面存档备份，存于）
- （英文）Centre for Surface Chemistry and Catalysis （页面存档备份，存于）
- （英文）Carbons & Catalysts Group, University of Concepcion, Chile （页面存档备份，存于）
- （英文）Center for Enabling New Technologies Through Catalysis, An NSF Center for Chemical Innovation, USA （页面存档备份，存于）
- （英文）"Bubbles turn on chemical catalysts" （页面存档备份，存于）, Science News magazine online, April 6, 2009.